# 루후나의 군주
루후나의 군주는 스리랑카 동남부에 위치한 싱할라 국가이자 루후나 친왕국으로도 알려진 루후누라타를 다스렸던 군주의 목록이다.

## 역대 군주
| 초상화 | 이름                                         | 출생 | 죽음 | 즉위         | 폐위         | 전임자와의 관계          |
| ------ | -------------------------------------------- | ---- | ---- | ------------ | ------------ | ------------------------ |
|        | 마하나가                                     | -    | -    | ?            | ?            | 데바남피야 티사의 남동생 |
|        | 야탈라 티사                                  | -    | -    | ?            | ?            | 마하나가의 아들          |
|        | 고타바야                                     | -    | -    | ?            | 기원전 205년 | 야탈라티사의 아들        |
|        | 카반 티사                                    | -    | -    | 기원전 205년 | 기원전 161년 | 고타바야의 아들          |
|        | 비크라마바후 (대관식 전 카샤파 6세라고도 함) | -    | -    | 1029년       | 1041년       | 마힌다의 아들            |
|        | 키르티 (장관)                                | -    | -    | 1049년       | 1049년       | 루후나의 귀족            |
|        | 마할라나키르티                               | -    | -    | 1049년       | 1052년       |                          |
|        | 비카마 판디아                                | -    | -    | 1052년       | 1053년       | 싱할라 왕자              |
|        | 자가트팔라                                   | -    | -    | 1053년       | 1057년       | 아요디아 출신            |
|        | 파라카마 판디아                              | -    | -    | 1057년       | 1059년       |                          |
|        | 로케슈와라 (장관)                            | -    | -    | 1059년       | ?            | 루후나 주민              |
|        | 수갈라                                       | -    | -    | ?            | 1158년       |                          |